# Dagon (banda)
Dagon es una banda de death metal melódico / thrash metal formada en el año 2005, en Lansing, Míchigan  Estados Unidos. Ocean metal es como DAGON cataloga a su música las letras con temática sobre el océano, sus mitos y monstruos, son las que componen este sugerente género. Las principales influencias pueden ser perfectamente Dark Tranquillity, Hypocrisy, Slayer e incluso las melodías más típicas a lo Iron Maiden.

## Discografía

### Álbumes
- Secret of the Deep (EP) (2005)
- Paranormal Ichthyology (2007)
- Buried Treasure (EP) (2008)
- Terraphobic (album) (2009)
- Vindication (2011)
- Back To The Sea (2018)

## Miembros
- Briant Daniel - Guitar
- Chris "Lance" Sharrock - Guitar
- Randall Ladiski - Bass, vocals
- Jordan "Truck" Batterbee - Drums, vocals